# Big John Studd
 (décembre 2024).
Si vous disposez d'ouvrages ou d'articles de référence ou si vous connaissez des sites web de qualité traitant du thème abordé ici, merci de compléter l'article en donnant les références utiles à sa vérifiabilité et en les liant à la section « Notes et références ».
John William Minton né le 19 février 1948 à Butler en Pennsylvanie et mort le 20 mars 1995 à Burke en Virginie, est un catcheur et un acteur américain connu sous le nom de ring de Big John Studd. Il est principalement connu comme catcheur à la World Wide Wrestling Federation / World Wrestling Federation (WWWF puis WWF) de 1972 à 1989.
Il commence sa carrière de catcheur en 1972 et il rejoint rapidement la WWWF. Durant sa carrière, il remporte une fois le championnat par équipes de la WWWF sous le nom de Executioner #2 avec Executioner #1. Dans les années 1980, il se fait connaitre comme membre de la Heenan Family (en) managé par Bobby Heenan. Cela lui permet d'avoir une rivalité avec André The Giant. Il remporte aussi le Royal Rumble match en 1989.
Il arrête sa carrière un an plus quand il apprend qu'il a un cancer ainsi qu'un lymphome de Hodgkin. Alors qu'il est en rémission de son lymphome, il meurt d'un cancer du foie.
Peu après sa mort il entre au Hall of Fame de la World Championship Wrestling en 1995 et il intègre le WWE Hall of Fame en 2004.

## Jeunesse
John William Minton grandit dans une ferme à environ 20 km de Butler. Il fait partie de l'équipe de basketball de son lycée et cela lui permet d'aller à l'université,. Il s'engage ensuite dans l'armée où il fait partie de la police militaire.

## Carrière de catcheur

### Débuts et premier passage à la WWWF (1972-1976)
Alors qu'il vit en Californie, John William Minton s'entraine pour devenir catcheur auprès de Killer Kowalski et Charlie Moto. Il fait ses premiers combats dans cet état sous le nom de Mighty Minton. Rapidement, il retourne sur la côte est travailler à la World Wide Wrestling Federation (WWWF) sous le nom de Chuck O'Connor,. Durant ce passage il est un mid-carder et affronte notamment Tony Garea et Gorilla Monsoon,. Il obtient un match pour le championnat poids lourd de la WWWF face à Pedro Morales mais il ne parvient pas à le vaincre,.
Il quitte la WWWF en 1973 et travaille principalement dans les Carolines à la Mid-Atlantic Championship Wrestling (en).

### Retour à la WWWF etThe Executioners(1976-1977)
Minton retourne à la WWWF où il forme les Masked Executioners sous le nom de Executioner #2 avec Killer Kowalski qui prend le nom d'Executioner #1. Ils ont Lou Albano comme manager. Ils sont des heels qui n'hésitent pas à être très violents. Le 11 mai, ils remportent le championnat par équipes de la WWWF après leur victoire face à Tony Parisi et Louis Cerdan. Leur règne prend fin le 26 octobre quand Executioner #3 incarné par Nikolai Volkoff vient attaquer Chief Jay Strongbow et Billy White Wolf (en),,. Il quitte la WWWF une nouvelle fois au début de l'année 1977.

### Diverses fédérations (1977-1982)
Après avoir quitté la WWWF, Minton part au Texas à la Big Time Wrestling (en) ainsi qu'à Houston Wrestling (en). Il y prend le nom de ring de Big John Studd sur proposition de Paul Boesch (en),. Il y remporte le championnat  poids lourd américain de la National Wrestling Alliance (NWA) le 25 juillet après sa victoire sur Bruiser Brody dans un Loser Leaves Town match. Durant son règne de champion, il prend le nom de Captain U. S. A.. Le 30 septembre, Ox Baker (en) le bat et lui succède en tant que champion poids lourd américain de la NWA.
Par la suite, il va une nouvelle fois à la Mid-Atlantic Championship Wrestling (en). Il y remporte à quatre reprises le championnat par équipes de la NWA Mid-Atlantic. Il lutte aussi à l'American Wrestling Association.

### Troisième passage à la WWF (1982-1986)
Studd retourne à la WWF à la fin de l'année 1982. Il a comme manager Freddie Blassie qui défie quiconque de porter un body slam à son protégé. Au fur et à mesure des victoires, la prime proposé par Blassie à celui réussissant cette prise sur Studd passe de 500 à 5 000 dollars. Cette somme d'argent attire l'attention du champion du monde poids lourd de la WWF Bob Backlund. Les deux hommes s'affrontent à deux reprises dans des matchs de championnat d'abord le 22 janvier puis le 19 février 1983 qui se conclue tous les deux par la victoire du champion de la WWF,. Par la suite, il entame une rivalité avec André The Giant.
En 1984, Studd cesse d'être managé par Blassie pour devenir un des membres de la Heenan Family (en) de Bobby Heenan. Le 22 septembre, il perd un match face à Hulk Hogan pour le championnat du monde poids lourd de la WWF. En novembre, Studd et Ken Patera affrontent André The Giant et S. D. Jones (en). Ce combat se termine par la disqualification de Studd et Patera. Peu après, Bobby Heenan donne une paire de ciseaux à Studd qui coupe les cheveux d'André. Au début de l'année 1985, le Wrestling Observer Newsletter désigne Studd comme le catcheur le plus surestimé et sa rivalité avec André comme étant la pire de l'année précédente.

## Palmarès

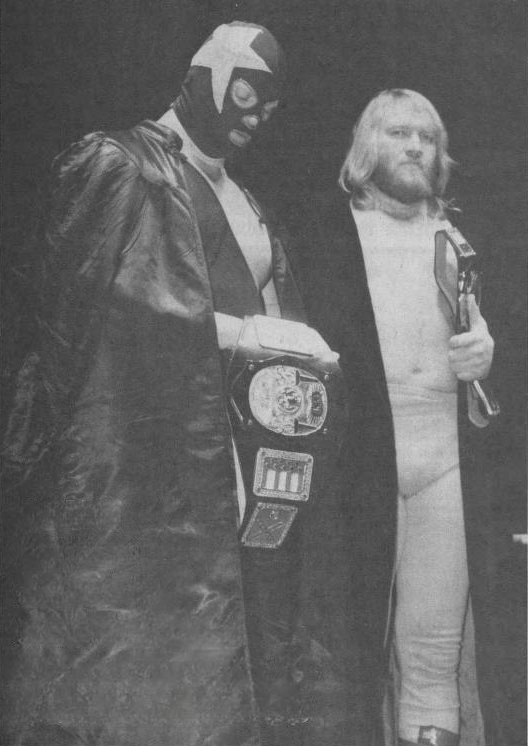
Super Destroyer et Big John Studd avec les ceintures de champion national par équipes de la NWA.

- 50th State Big Time Wrestling (en)
  - 1 fois champion par équipes d'Hawaï de la National Wrestling Alliance (NWA) avec Buddy Rose[24]
- Big Time Wrestling (en)
  - 1 fois champion Brass Knuckles du Texas de la NWA[25]
  - 1 fois champion poids lourd américain de la NWA[26]
  - 1 fois champion par équipes du Texas de la NWA avec Bull Ramos[27]
- Championship Wrestling From Florida (en)
  - 1 fois champion Global par équipes de Floride de la NWA[28]
- Georgia Championship Wrestling (en)
  - 1 fois champion national par équipes de la NWA avec Super Destroyer[29]
- Maple Leaf Wrestling (en)
  - 1 fois champion poids lourd du Canada de la NWA (version Toronto)[30]
- Mid-Atlantic Championship Wrestling (en)
  - 4 fois champion par équipes de la NWA Mid-Atlantic avec Ric Flair (2), Ken Patera (1) et Masked Superstar #1 (1) [17]
- Southern Championship Wrestling
  - 1 fois champion poids lourd du Sud de la NWA[31]
- World Championship Wrestling (WCW)
  - Membre du WCW Hall of Fame (promotion 1995)[32]
- World Wrestling Association (en) (WWA)
  - 1 fois champion du monde par équipes de la WWA avec Ox Baker (en)[33]
- World Wide Wrestling Federation / World Wrestling Federation / World Wrestling Entertainment (WWWF / WWF / WWE)
  - 1 fois champion du monde par équipes de la WWWF avec Executiioner #1[12]
  - Vainqueur du Royal Rumble match en 1989
  - Membre du WWE Hall of Fame (promotion 2004)

## Récompenses des magazines
- Pro Wrestling Illustrated
  - Équipe de l'année en 1976[34]
  - 3e rookie de l'année en 1977[35]
  - 4e catcheur le plus détesté en 1985[36]
- Wrestling Observer Newsletter
  - Catcheur le plus surestimé de l'année 1984[23]
  - Pire rivalité de l'année 1984 (André the Giant contre Big John Studd)[23]
  - Pire rivalité de l'année 1986 (King Kong Bundy et Big John Studd contre Super Machine et Big Machine)[37]